# Alveolinidae
Alveolinidae es una familia de foraminíferos bentónicos de la superfamilia Alveolinoidea, del suborden Miliolina y del orden Miliolida. Su rango cronoestratigráfico abarca desde el Aptiense (Cretácico inferior) hasta la Actualidad.

## Clasificación
Alveolinidae incluye a los siguientes géneros:
- Alveolina †
- Alveolinella
- Archaealveolina †
- Borelis
- Bullalveolina †
- Cisalveolina †
- Flosculinella
- Glomalveolina †
- Multispirina †
- Ovalveolina †
- Praealveolina †
- Praebullalveolina †
- Quasiborelis †
- Senalveolina †
- Simplalveolina †
- Streptalveolina †
- Subalveolina †

Otros géneros considerados en Alveolinidae son:
- Alveolites †, aceptado como Alveolina
- Caribalveolina †
- Checchiaites †, considerado subgénero de Alveolina, Alveolina (Checchiaites), aceptado inicialmente como Fasciolites y finalmente como Alveolina
- Clausulus †, aceptado como Borelis
- Discolithes †, de estatus incierto, considerado sinónimo posterior de Alveolina
- Eoalveolinella †, considerado subgénero de Alveolina, Alveolina (Eoalveolinella), aceptado inicialmente como Fasciolites y finalmente como Alveolina
- Fabalveolina †
- Fasciolites †, considerado subgénero de Alveolina, Alveolina (Fasciolites), y aceptado como Alveolina
- Flosculina †, considerado subgénero de Alveolina, Alveolina (Flosculina), y aceptado como Alveolina
- Helenalveolina †
- Melonia †, aceptado como Borelis
- Melonites †, aceptado como Borelis
- Neoalveolina †, aceptado como Borelis
- Oryzaria †, aceptado como Alveolina
- Semiflosculina †, considerado subgénero de Alveolina, Alveolina (Semiflosculina), aceptado inicialmente como Fasciolites y finalmente como Alveolina